# Distretto di Chaoyang (Pechino)
Il distretto di Chaoyang (cinese semplificato: 朝阳区; cinese tradizionale: 朝陽區; mandarino pinyin: Cháoyáng Qū) è un distretto di Pechino. Ha una superficie di 470,80 km² e una popolazione di 3.545.000 abitanti al 2010.